# Jacques Roudil
Jacques Roudil, també Giovanni Roudil (Tolosa, 23 d'agost de 1833 - Tolosa, 1906), fou un baríton francès.
Va estudiar al Conservatori de París amb Laget. Va començar el 28 de novembre de 1859 a Il Trovatore (Luna). Va cantar al Gran Teatre del Liceu de Barcelona. Va ser director del Gran Teatre de Marsella de 1886 a 1888.